# 보체성분 7
보체성분 7(補體成分七, 영어: complement component 7, C7)은 선천성 면역계의 보체계에 관여하는 단백질이다. C7은 병원체 표면에 구멍을 내어 세포 용해와 세포 사멸을 초래하는 막공격 복합체(MAC)의 일부이다.
C7의 주요 임무는 C5bC6 복합체와 결합하는 것이다. 이러한 결합은 단백질 분자의 입체배치를 바꾸어 C7의 소수성 부위를 노출시켜 C7이 병원체의 인지질 이중층에 삽입될 수 있도록 한다.

## 같이 보기
- 보체계
- 보체성분 6
- 보체성분 8
- 최종 보체 경로 결핍증